# Reszel (gemeente)
De gemeente Reszel is een stad- en landgemeente in het Poolse woiwodschap Ermland-Mazurië, in powiat Kętrzyński.
De zetel van de gemeente is in Reszel.
Op 30 juni 2004 telde de gemeente 8482 inwoners.

## Oppervlakte gegevens
In 2002 bedroeg de totale oppervlakte van gemeente Reszel 178,71 km², waarvan:
- agrarisch gebied: 71%
- bossen: 14%

De gemeente beslaat 14,73% van de totale oppervlakte van de powiat.

## Demografie
Stand op 30 juni 2004:
| Omschrijving                   | Totaal | Totaal | Vrouwen | Vrouwen | Mannen | Mannen |
| ------------------------------ | ------ | ------ | ------- | ------- | ------ | ------ |
| eenheid                        | aantal | %      | aantal  | %       | aantal | %      |
| inwoners                       | 8482   | 100    | 4384    | 51,7    | 4098   | 48,3   |
| bevolkingsdichtheid (inw./km²) | 47,5   | 47,5   | 24,5    | 24,5    | 22,9   | 22,9   |

In 2002 bedroeg het gemiddelde inkomen per inwoner 1361,5 zł.

## Administratieve plaatsen (sołectwo)
Bezławki, Dębnik, Klewno, Leginy, Łężany, Mnichowo, Pieckowo, Pilec, Plenowo, Ramty, Robawy, Siemki, Święta Lipka, Tolniki Małe, Widryny, Wola, Worpławki, Zawidy.

## Overige plaatsen
Bertyny, Bezławecki Dwór, Biel, Czarnowiec, Grodzki Młyn, Grzybowo, Kępa Tolnicka, Kocibórz, Lipowa Góra, Łabędziewo, Mała Bertynówka, Mojkowo, Niewodnica, Pasterzewo, Pudwągi, Ramty, Robawy, Staniewo, Stąpławki, Śpigiel, Śpiglówka, Wanguty, Wólka Pilecka, Wólka Ryńska.

## Aangrenzende gemeenten
Bisztynek, Kętrzyn, Kolno, Korsze, Mrągowo, Sorkwity